# Comisión del Patrimonio Cultural de la Nación (Uruguay)
La Comisión del Patrimonio Cultural de la Nación es una unidad ejecutiva encargada de la protección patrimonial, que asesora al Ministerio de Educación y Cultura de Uruguay en la declaración de Monumento Histórico Nacional. Fue creada el 20 de octubre de 1971, mediante la Ley 14.040 .

## Cometidos de la comisión
Los principales objetivo de la comisión son:
- Asesorar al Poder Ejecutivo en el señalamiento de los bienes a declararse monumentos históricos.
- Velar por la conservación de los mismos, y su adecuada promoción en el país y en el exterior.
- Proponer la adquisición de la documentación manuscrita e impresa relacionada con la historia del país que se halle en poder de particulares, las obras raras de la bibliografía uruguaya, las de carácter artístico, arqueológico e histórico que por su significación deban ser consideradas bienes culturales que integran el patrimonio nacional.
- Proponer el plan para realizar y publicar el inventario del patrimonio histórico, artístico y cultural de la nación.
- Cuando lo considere conveniente, la Comisión propondrá modificar el destino de los bienes culturales que integran el acervo de los organismos oficiales en ella representados.

## Día del Patrimonio

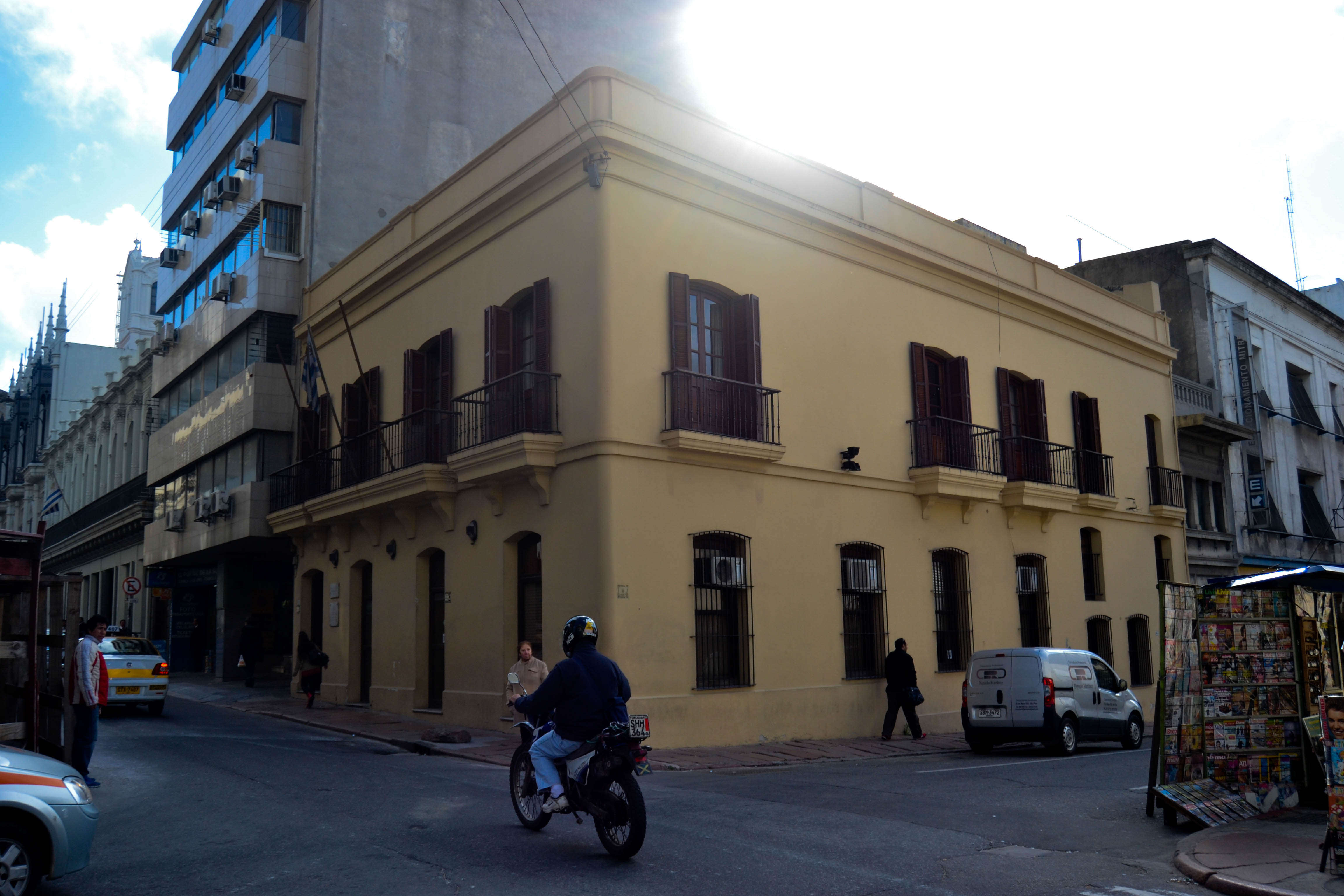
La casa en la que viviese el General y 2.° Presidente constitucional de Uruguay Manuel Oribe, es la sede de la Comisión de Patrimonio Cultural de la Nación.

Desde 1995 es la principal organizadora y promotora del día del patrimonio. Dicho proyecto nace mediante el arquitecto Luis Livni, quien presidió la Comisión del Patrimonio Cultural de la Nación en los años 1995 y 1996, quien instauró el evento que se realizó por primera vez el segundo fin de semana de septiembre de 1995. 
Lista de eventos realizados
| Fecha                         | Conmemoración |
| ----------------------------- | --- |
| 7 y 8 de octubre de 2023      | “Constructores de escuelas y liceos” centrada en el homenaje a los arquitectos Alfredo Jones Brown, Juan Antonio Scasso y José Scheps |
| 1 y 2 de octubre de 2022      | Reconocimiento a China Zorrilla. |
| 3 y 2 de octubre de 2021      | Las ideas cambian el mundo, homenaje a la figura de José Enrique Rodó. |
| 3 y 4 de octubre de 2020      | Medicina y salud, bienes a preservar, se destaca la figura del Dr. Manuel Quintela. |
| 5 y 6 de octubre de 2019      | La música del Uruguay, centenario del nacimiento de Amalia de la Vega |
| 6 y 7 de octubre de 2018      | Patrimonio y Diversidad Cultural, 70 años de la Declaración universal de los derechos humanos |
| 7 y 8 de octubre de 2017      | 100 años de la Cumparsita Patrimonio vivo y universal |
| 1 y 2 de octubre de 2016      | Educación Pública. Patrimonio Nacional. Integral - integradora - integrada. |
| 10 y 11 de octubre de 2015    | La Arquitectura en el Uruguay. Conmemorando los cien años de la Facultad de Arquitectura. |
| 4 y 5 de octubre de 2014      | Espacio Público. Arquitectura y participación ciudadana al servicio de la comunidad. |
| 5 y 6 de octubre de 2013      | El Tango. Y su universo en toda su dimensión: el ayer, el hoy, el mañana, en el Uruguay, en la región y en el mundo. Coincidiendo con el Día uruguayo del Tango y el Décimo Aniversario de la Convención para la Salvaguardia del Patrimonio Inmaterial de UNESCO. |
| 6 y 7 de octubre de 2012      | El lenguaje de los uruguayos. Acompañando la primera edición del Diccionario de la Academia Nacional de Letras de Uruguay. |
| 22 y 23 de octubre de 2011    | La Redota. Derrotero por la libertad y la unión de los pueblos. Año del Bicentenario del Uruguay 1811-2011. |
| 25 y 26 de septiembre de 2010 | El teatro en el Uruguay. Trinidad Guevara, José Podestá, Florencio Sánchez,Margarita Xirgú, Justino Zavala Muniz, Ángel Curotto, Atahualpa del Cioppo y Alberto Candeau.                                                                                           |
| 26 y 27 de septiembre de 2009 | Tradiciones Rurales. Bartolomé Hidalgo, Roberto J. Bouton, Francisco Espínola, Carlos González (Uruguay), Rubén Lena, Juan José Morosoli, Yamandú Rodríguez, Aníbal Sampayo, Fernán Silva Valdés y Wenceslao Varela.                                               |
| 4 y 5 de octubre de 2008      | Uruguay, país de pensamiento. Carlos Vaz Ferreira. |
| 6 y 7 de octubre de 2007      | Culturas Afrouruguayas. Martha Gularte, Rosa Luna y Lágrima Ríos. |
| 7 y 8 de octubre de 2006      | Tradición e Innovación. Eladio Dieste. |
| 24 y 25 de septiembre de 2005 | Patrimonio sonoro del Uruguay. El relato deportivo. Carlos Solé. |
| 18 y 19 de septiembre de 2004 | Joaquín Torres García. Artista plástico. |
| 20 y 21 de septiembre de 2003 | Lauro Ayestarán. Profesor y musicólogo. |
| 21 y 22 de septiembre de 2002 | Horacio Arredondo. Historiador. |
| 15 de septiembre de 2001      | Mauricio y Antonio Cravotto. Arquitectos. |
| 14 de octubre de 2000         | José Artigas. Al conmemorarse en septiembre 150 años del fallecimiento de nuestro prócer nacional, en el sexto año consecutivo del Día del Patrimonio. |
| 11 de septiembre de 1999      | Luis Andreoni. Ingeniero civil. |
| 12 de septiembre de 1998      | Alfredo R. Campos. Gral. Arquitecto militar. |
| 13 de septiembre de 1997      | Juan E. Pivel Devoto. Profesor, historiador y fundador de la Comisión del Patrimonio Histórico, Artístico y Cultural de la Nación. |
| 14 de septiembre de 1996      | Luis Livni. Homenaje al fallecido arquitecto y propulsor del Día del Patrimonio en Uruguay. |
| septiembre de 1995            | El Patrimonio abre sus puertas, música y… |

## Integrantes de la Comisión
Esta comisión, está integrada por cuatro delegados del Ministerio de Educación y Cultura, uno de los cuales es quien la preside, tres delegados del Poder Ejecutivo, un delegado del Ministerio de Transporte y Obras Públicas y un delegado de la Universidad de la República.
Actualizado a septiembre de 2019
| Integrantes          | Integrantes       | Integrantes           | Integrantes           |
| Presidente           | Presidente        | Presidente            | Presidente            |
| -------------------- | ----------------- | --------------------- | --------------------- |
| William Rey Ashfield |                   |                       |                       |
| Miembros             |                   |                       |                       |
| Titulares            | Titulares         | Alternos              | Alternos              |
| Elena Pareja         | Elena Pareja      | Virginia Cornalino    | Virginia Cornalino    |
| Fernando Giordano    | Fernando Giordano | Beatriz Birriel Facal | Beatriz Birriel Facal |
| Enrique Aguerre      | Enrique Aguerre   | Fernando Loustaunau   | Fernando Loustaunau   |
| José López Mazz      | José López Mazz   | Carmen Curbelo        | Carmen Curbelo        |
| Enrique Machado      | Enrique Machado   | José Cozzo            | José Cozzo            |
| Fernando Yáñez       | Fernando Yáñez    | Apolo Gabriel Romano  | Apolo Gabriel Romano  |
| Renée Fernández      | Renée Fernández   | Carlos Galcerán       | Carlos Galcerán       |

## Autoridades
Actualizado a mayo de 2020.
| Autoridades               | Autoridades          |
| ------------------------- | -------------------- |
| Director                  | William Rey Ashfield |
| Secretaria General        |                      |
| Departamentos técnicos    |                      |
| Encargada de Arqueología  | Elianne Martínez     |
| Encargado de Arquitectura | Alejandro Veneziano  |
| Encargada de Inmaterial   | Leticia Cannella     |
| Encargada de Restauración | Cecilia Vázquez      |

### Nota
1. ↑  Evento a desarrollarse próximamente.